# Naoko Kijimuta
Naoko Kijimuta (jap. 雉子牟田 直子, Kijimuta Naoko; * 26. März 1972 in Ebina, Präfektur Kanagawa) ist eine ehemalige japanische Tennisspielerin.

## Karriere
Die Profikarriere von Naoko Kijimuta dauerte von 1991 bis 1998. In dieser Zeitspanne gewann sie auf der WTA Tour fünf Doppeltitel.
1997 und 1998 stand sie in der Doppelkonkurrenz jeweils im Viertelfinale der Australian Open.
In diesen beiden Jahren bestritt sie auch ihre einzigen drei Partien für das japanische Fed-Cup-Team, die sie allesamt verloren hat.
Im Einzel erreichte sie mit Rang 44 und im Doppel mit Rang 18 (jeweils 1997) ihre beste Platzierung in der WTA-Weltrangliste. Ihre ältere Schwester Akiko war ebenfalls Profitennisspielerin.

## Turniersiege

### Doppel
| Nr. | Datum            | Turnier    | Kategorie    | Belag     | Partnerin   | Finalgegnerinnen                    | Ergebnis      |
| --- | ---------------- | ---------- | ------------ | --------- | ----------- | ----------------------------------- | ------------- |
| 1.  | 14. April 1996   | Jakarta    | WTA Tier III | Hartplatz | Rika Hiraki | Laurence Courtois Nancy Feber       | 7:62, 7:5     |
| 2.  | 20. Oktober 1996 | Peking     | WTA Tier IV  | Hartplatz | Miho Saeki  | Yuko Hosoki Kazue Takuma            | 7:5, 6:4      |
| 3.  | 5. Januar 1997   | Gold Coast | WTA Tier III | Hartplatz | Nana Miyagi | Ruxandra Dragomir Silvia Farina     | 7:6, 6:1      |
| 4.  | 12. Januar 1997  | Hobart     | WTA Tier IV  | Hartplatz | Nana Miyagi | Barbara Rittner Dominique Van Roost | 6:3, 6:1      |
| 5.  | 19. April 1998   | Tokio      | WTA Tier III | Hartplatz | Nana Miyagi | Amy Frazier Rika Hiraki             | 6:3, 4:6, 6:4 |